# Pédagogie coopérative
Le terme de pédagogie coopérative recouvre des pratiques très diverses qui ont toutes en commun de promouvoir une part d’action commune entre élèves dans le cadre des apprentissages. La pédagogie coopérative s'inscrit dans l'ensemble des pédagogies collaboratives dont une des plus anciennes est l'enseignement mutuel. Parmi les modèles de pédagogie coopérative les plus fréquemment cités, on peut citer la pédagogie de Célestin Freinet, les expérimentations de Roger Cousinet, celles de Sylvain Connac ou de Jim Howden, qui diffèrent à la fois sur le plan technique, par leurs fondements théoriques et par leurs résultats. 

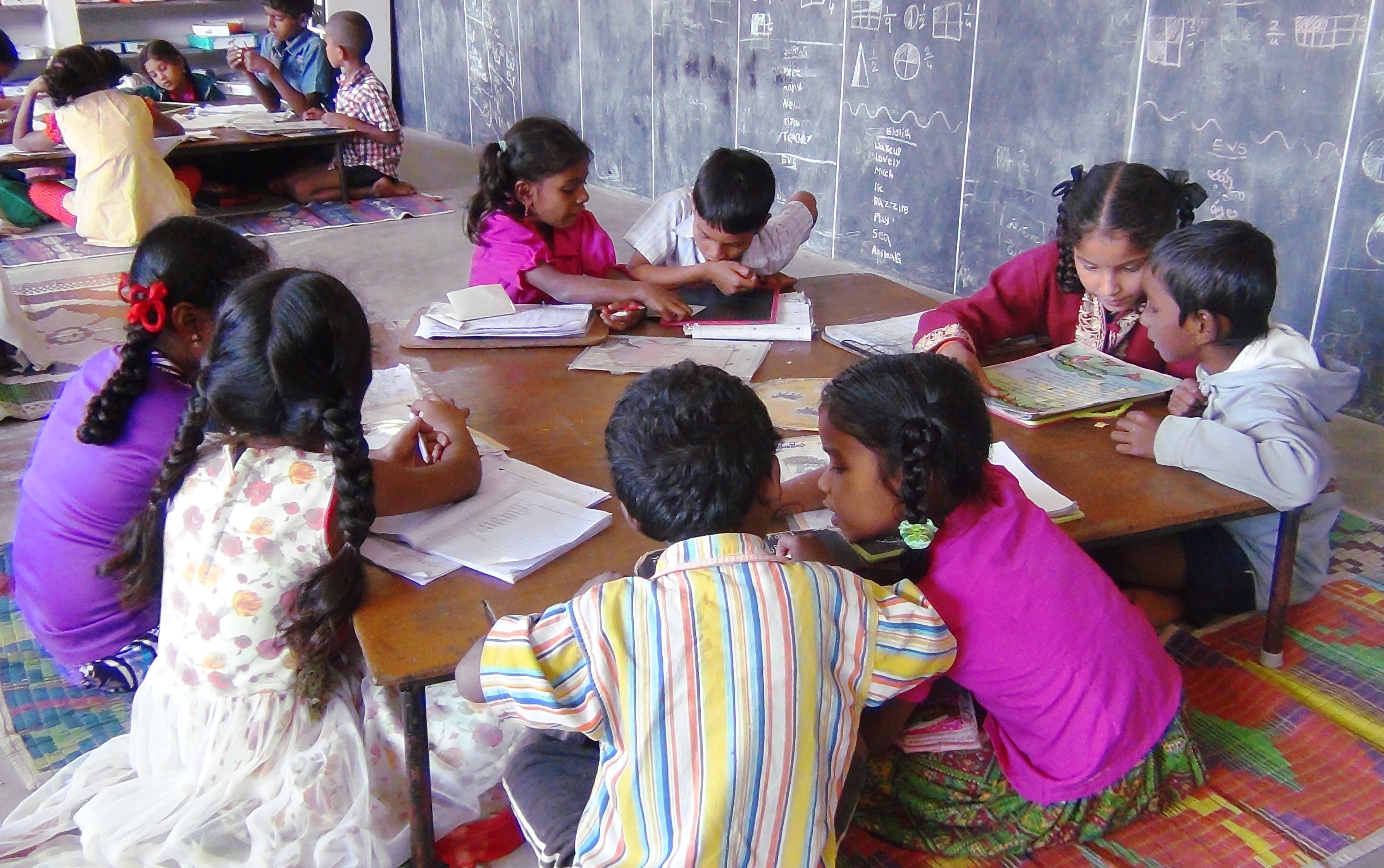
Pédagogie coopérative dans une classe de Taïwan

Les pratiques pédagogiques coopératives reposent souvent sur une conception de l'éducation qui place l'élève en tant qu'acteur de ses apprentissages, capable de participer à l'élaboration de ses compétences en coopération avec l'enseignant et ses pairs. L'acquisition des connaissances résulte alors d'une « collaboration du maître et des élèves, et des élèves entre eux, au sein d'équipes de travail ». 
Essentiellement présentes dans le premier degré de par leurs origines, les pédagogies coopératives s'implantent dans des collèges et des lycées depuis le début du XXIe siècle avec les expériences de La Ciotat et Mons-en-baroeul (clairement revendiquées Freinet) mais aussi Perpignan, Calais, Le Vigan, Eaubonne. 
Les diverses pratiques pédagogiques coopératives font l’objet de jugements et d’évaluation variés. La pédagogie Freinet notamment a montré des résultats positifs dans le contexte étudié par Yves Reuter.  Plus globalement, les méthodes actives, auxquelles appartiennent les pratiques coopératives, ont montré leur efficacité dans différents contextes. Les 
méta-analyses de John Hattie montrent une réelle efficacité de certaines pratiques coopératives (Jigsaw ou enseignement réciproque). Une étude à partir de 160 recherches a également montré des effets positifs de l'apprentissage coopératif sur  le  rendement  des  élèves,  mais  également  sur leurs  attitudes  scolaires  et  leurs  habiletés  sociales  et  relationnelles. 
Certaines méthodes coopératives sont au contraire critiquées à cause de leur 
faible efficacité. C'est le cas de recherches en psychologie de l'apprentissage, portant sur la question de la charge cognitive :
de nombreuses expériences ont montré que les méthodes basées sur une 
résolution de problèmes trop précoce sont nettement moins efficaces que 
les méthodes qui utilisent des exemples travaillés et une très forte 
guidance de la part du professeur . Certains travaux en philosophie de l'éducation proposent, quant à eux, un discours sur la pédagogie coopérative qui est à la fois élogieux et critique, en cherchant à montrer les forces et les limites de ces pratiques.

## Origines et valeurs
La coopération est, à l'origine, un système économique et social, une réponse à un besoin, un manque ressenti dans une structure économique.

C'est « l'association volontaire d'usagers ou de producteurs au sein d'une entreprise commune, gérée par eux-mêmes, sur la base de l'égalité de leurs droits ou obligations, dans le but non de réaliser un profit, mais de se rendre service ». Être coopérateur, c'est travailler avec les autres en acceptant que le produit de cette coopération appartienne à tous, communautairement.
Le système coopératif assure l'entraide, la liberté de faire, de dire et de penser au sein du groupe, tout en garantissant le respect de chaque individu.
La pédagogie coopérative est une approche pédagogique complexe qui forme l'apprenant à coopérer pour apprendre, tout en l'amenant à apprendre à coopérer. L'approche se base sur des valeurs comme le partage, le respect, l'encouragement, etc. Elle propose un grand nombre d'outils (méthodes, structures, etc.) fondés, partiellement ou totalement, sur les principes énoncés par Johnson & Johnson (1994):
1. des interactions simultanées constructives en petits groupes hétérogènes,
2. une interdépendance positive entre les apprenants,
3. une responsabilité individuelle et collective,
4. un entraînement explicite des habiletés coopératives indispensables à un fonctionnement de groupe efficace,
5. la discussion et l’évaluation des processus de groupe.

Il s'agit d'une des deux traductions d'un courant pédagogique nommé le cooperative learning. Certains auteurs (p. ex., Howden & Kopiec, 2000; Louis, 1995; Lehraus & Rouiller 2008, Rouiller & Howden 2010), ont en effet préféré cette traduction à apprentissage coopératif choisie par d'autres (p. ex., Abrami et al., 1996; Sabourin, 2002) pour  mettre en évidence l’importante composante d’enseignement constitutive de l’approche, dépassant la simple juxtaposition de méthodes et/ou de buts idéologiques. L’apprentissage coopératif désigne alors plutôt dans ce contexte l’activité d’apprentissage de l’élève au sein des situations d’enseignement/apprentissage proposées dans le cadre de la pédagogie coopérative.
La pédagogie coopérative a en quelque sorte deux origines: elle est née des travaux de Deutsch du côté nord américain, et peut se situer dans le prolongement des travaux de Freinet en Europe.  Dans cette seconde perspective, elle correspond à une conception nouvelle des droits et du statut de l'enfant, qui entraîne également un changement radical du statut de l'enseignant dans le cadre scolaire.[réf. nécessaire] Le changement de statut de l'enfant qui « menace l'ordre social » a été le motif de l'interdiction des écoles mutuelles (ancêtres de la pédagogie coopérative) par l’Église catholique. Et le risque d'amoindrissement du « rôle central du maître » a fait préférer la méthode simultanée au ministre Guizot, méthode qui s’imposât et conduisit Freinet à développer ses méthodes hors de l'école publique.
L'élève devient un citoyen "en construction", capable d'assumer des responsabilités, libre de prendre des initiatives et d'aider ceux qui sont en difficulté. Pour un historique de la coopération en classe des deux côtés de l’Atlantique ainsi qu’une situation du courant de pédagogie coopérative parmi d’autres approches de la coopération en classe, le lecteur pourra se référer à Rouiller & Lehraus (2008), à Baudrit (2005) ou à Rouiller (1998). 

Les objectifs de la pédagogie coopérative sont de :
- lutter contre l'échec scolaire,
- donner les savoirs à tous,
- respecter les différences et les prendre en compte,
- développer l'esprit d'initiative et d'entreprise,
- développer la participation, l'autonomie et la responsabilité,
- apprendre à coopérer,
- coopérer pour apprendre,
- motiver et concerner l'élève en le rendant acteur de ses apprentissages.

Elle suppose donc un fonctionnement de classe particulier, où tout ou partie des compétences et connaissances sont acquises coopérativement.

## Statut de l'enfant
L'enfant dans la pédagogie coopérative a l'occasion d'être actif, acteur de son appropriation du savoir. Néanmoins, mécaniquement, des rôles différents seront amenés à être proposés, qui iront de leader à simple exécutant.
Anton Makarenko a donc apporté une précision importante: les tâches exécutées devront tourner parmi les élèves. Chacun doit pouvoir jouer le rôle d'expert dans un domaine et en faire profiter le groupe. 

## Un projet et des pratiques
Le projet d'Université partagée Lyon Zéro vise la mise en application de la pédagogie coopérative à l'échelle universitaire. Le Collège Coopératif, en partenariat avec diverses universités et constitué dans plusieurs régions, propose notamment le cursus du Diplôme des Hautes Études des Pratiques Sociales (DHEPS). 
L'ensemble scolaire Sainte Ursule - Louise de Bettignies à Paris met en œuvre un projet de développement de la pédagogie coopérative de la maternelle à la Terminale.    